# تاريخ المغول في الشعر
تاريخ المغول في الشعر أو شاهنامه مغول الهند هي قصيدة ملحمية باللغة الفارسية تتناول تاريخ الشعب المغولي وعائلة جنكيز خان حتى بداية حكم أولجايتو. ألفها شمس الدين الكاشاني، شاعر من أواخر القرن السابع وأوائل القرن الثامن الهجري. نظمها بأمر غازان خان في 9736 بيتًا في بحر المتقارب المضاعف المهدوف تقليدًا لشاهنامة الفردوسي.
وقد اعتمد الكاشاني في تأليف هذا العمل على كتاب جامع التواريخ كمصدر رئيس له، كما اعتمد على معلومات من تاريخ الرحالة الجويني والتقاليد الشفوية في بعض أجزائه. كان تكليف هذا الكتاب جزءًا من جهود الدعاية الإلخانية لخلق الشرعية بين الإيرانيين من خلال استخدام الشاهنامه والنظرة الإيرانية للعالم. في هذا العمل ذكر الشاعر اسمي "إيران" و"إيرانلاند" 82 مرة، مؤكدًا على إيرانية الملوك الإيلخانيين ودورهم في حماية حدود إيرانلاند، على الرغم من أصولهم المغولية. ومع ذلك، فشلت شاهنامه جنكيز خان في التمتع بشهرة خاصة وقبول بين الناس وظلت غير معروفة إلى حد كبير. ولقد لاقت قصائد تاريخية أخرى تم تأليفها في العصر المغولي تقليدًا للشاهنامه مصيرًا مماثلًا.